# Angela Bianchini
Angela Bianchini (Roma, 21 de abril de 1921 – ibídem, 27 de octubre de 2018) fue una escritora, crítica literaria y traductora italiana.

## Biografía
De origen judío, en 1941 se refugió en los Estados Unidos donde se doctoró en lingüística francesa en la Universidad Johns Hopkins.
Tras la Segunda Guerra Mundial regresó a Italia, y trabajó para publicaciones como  Il Mondo y la RAI.

## Obra

### Novela
- Rose di macchia, 1926
- Lungo equinozio, 1962
- Spiriti costretti, 1963
- Le nostre distanze, 1965
- La ragazza in nero, 1990
- Capo d'Europa, 1991
- Le labbra tue sincere, 1995
- Una crociera di sogno (radiodrama), 1997
- Un amore sconveniente, 1999
- Nevada, 2002
- Gli oleandri, 2006

### Ensayo
- Il romanzo d'appendice, 1966
- Cent'anni di romanzo spagnolo 1868-1962, 1973
- Voce donna, 1979
- La luce a gas e il feuilleton: due invenzioni dell'Ottocento, 1988
- Le nostre distanze, 2001
- Alessandra e Lucrezia, 2005
- I luoghi della memoria: tre interviste, 2011
- Amare è scrivere: tre scrittrici spagnole, 2013
- Incontri, 2016